# Bisdom Iquique
Het bisdom Iquique (Latijn: Dioecesis Iquiquensis) is een rooms-katholiek bisdom met als zetel Iquique, de hoofdstad van de Chileense regio Tarapacá. Het bisdom is suffragaan aan het aartsbisdom Antofagasta. 

## Geschiedenis
Het bisdom werd opgericht in 1880, als het apostolisch vicariaat Tarapacá, uit delen van het bisdom Arequipa. Op 20 december 1929 werd het verheven tot bisdom, onder de naam bisdom Iquique, en werd suffragaan aan het aartsbisdom Santiago de Chile. Op 20 mei 1939 wisselde het van kerkprovincie en werd suffragaan aan het aartsbisdom Iquique. Op 28 juni 1967 veranderde het nogmaals van kerkprovincie en werd suffragaan aan het nieuw verheven aartsbisdom Antofagasta.

## Parochies
Het bisdom had in 2021 een oppervlakte van 42.226 km2 en telde 368.906 inwoners waarvan 53,1% rooms-katholiek was.

## Bisschoppen
- Camilo Ortúzar Montt (8 december 1882 - 1887)
- Plácido Labarca Olivares (1887 - 26 juni 1890)
- Pedro María Vivanco Ortiz (1890 - 1892)
- Daniel Fuenzalida Santelices (1892 - 1895)
- Guillermo Juan Carter Gallo (12 juni 1895 - 30 augustus 1906)
- Víctor Manuel Montero Carvallo (31 augustus 1906 - 2 januari 1907)
- Martín Rucker Sotomayor (2 januari 1907 - 1910)
- José María Caro Rodríguez (6 mei 1911 - 14 december 1925; later kardinaal)
- José Miguel Godoy Herrera (15 december 1925 - 10 augustus 1926)
- Carlos Labbé Márquez (2 augustus 1926 - 30 juni 1941)
- Pedro Aguilera Narbona (15 september 1941 - 21 november 1966)
- José del Carmen Valle Gallardo (21 november 1966  - 9 juli 1984; hulpbisschop sinds 25 juli 1963)
- Francisco Javier Prado Aránguiz (9 juli 1984 - 28 april 1988)
- Enrique Troncoso Troncoso (15 juli 1989 - 28 mei 2000)
- Juan de la Cruz Barros Madrid (21 november 2000 - 9 oktober 2004)
- Marco Antonio Órdenes Fernández (23 oktober 2006 - 9 oktober 2012)
  - Pablo Lizama Riquelme (apostolisch administrator: 9 oktober 2012 - 29 maart 2014)
- Guillermo Patricio Vera Soto (22 februari 2014 - 8 juni 2021)
- Isauro Ilises Covili Linfati (23 april 2022 - heden)

Antofagasta (aartsbisdom) · Iquique · San Juan Bautista de Calama · San Marcos de Arica